# North Carolina Tar Heels
North Carolina Tar Heels (español: Talones de alquitrán de Carolina del Norte) es el nombre de los equipos deportivos de la Universidad de Carolina del Norte en Chapel Hill, Carolina del Norte. Su nombre se debe a que a los habitantes del estado de Carolina del Norte se les conoce como "tar heels", y al estado se le apoda Tar Heels State. Los equipos de los Tar Heels participan en las competiciones universitarias organizadas por la NCAA, y forman parte de la Atlantic Coast Conference.

## Deportes
Además de 51 campeonatos nacionales  en deportes individuales, los Tar Heels han ganado 42 campeonatos nacionales por equipos en cinco deporte diferentes:
- Fútbol femenino: 21 (1982, 1983, 1984, 1986, 1987, 1988, 1989, 1990, 1991, 1992, 1993, 1994, 1996, 1997, 1999, 2000, 2003, 2006, 2008, 2009 y 2012).
- Fútbol masculino: 2 (2001 y 2011).
- Baloncesto masculino: 7 ; 1 Helms Foundation Championships (1924) y 6 NCAA (1957, 1982, 1993, 2005, 2009 y 2017).
- Baloncesto femenino: 1 (1994).
- Lacrosse masculino: 5 (1981, 1982, 1986, 1991 y 2016).
- Lacrosse femenino: 2 (2013 y 2016).
- Hockey sobre hierba: 6 (1989, 1995, 1996, 1997, 2007 y 2009).

Baloncestistas como Michael Jordan, James Worthy, Vince Carter, Rasheed Wallace y Jerry Stackhouse, futbolistas como Mia Hamm y Eddie Pope, jugadores de fútbol americano como Lawrence Taylor, Chris Hanburger y la atleta Marion Jones proceden de esta universidad. 

### Baloncesto

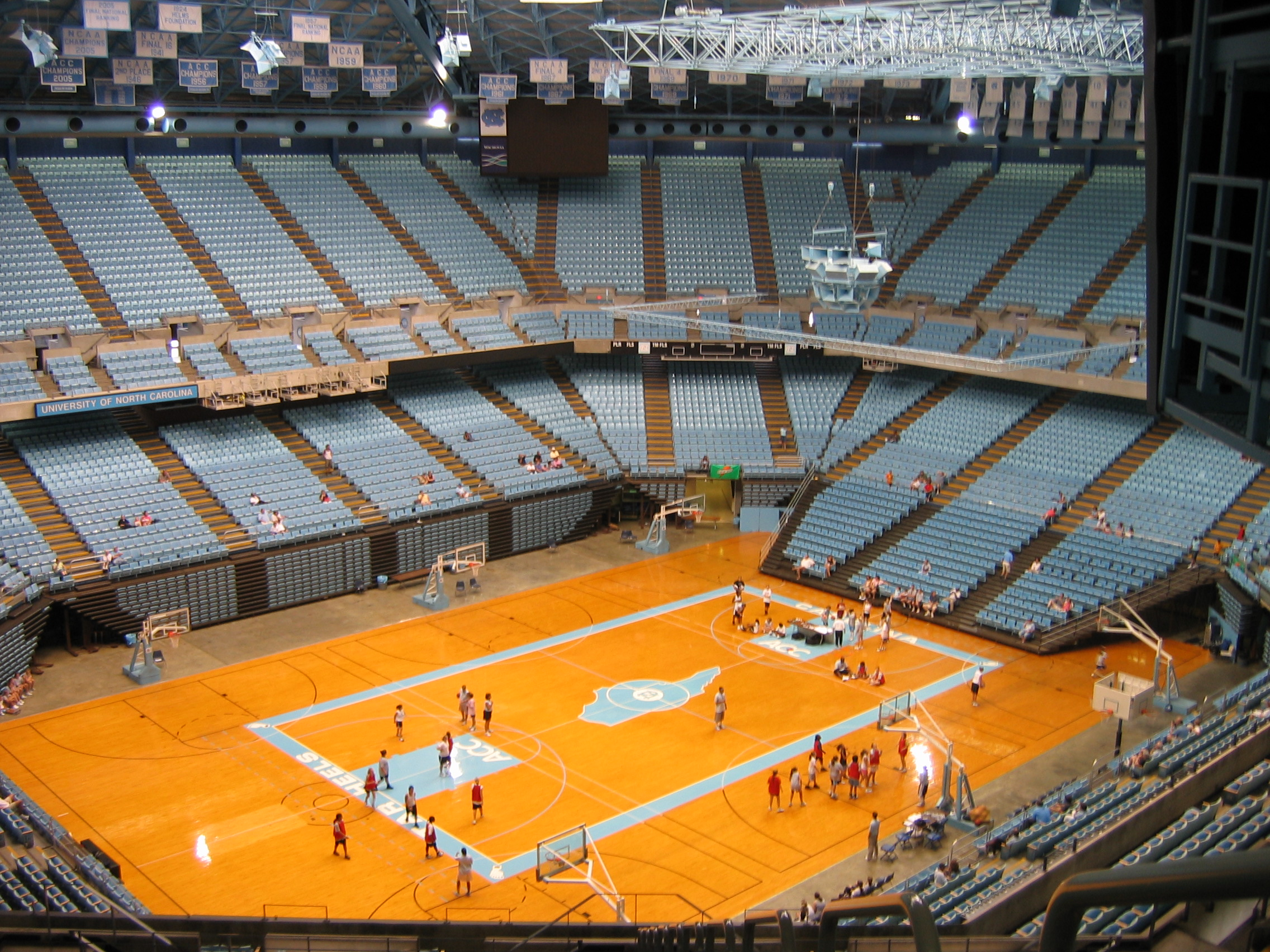
El Dean Smith Center, semivacío.

El equipo de baloncesto ha ganado seis campeonatos nacionales de la NCAA. Ganaron el primero de ellos en 1957, con Frank McGuire como entrenador, venciendo en la final a la Universidad de Kansas. El siguiente fue en 1982, derrotando a Georgetown en el último partido. En 1993, Los Tar Heels lograron su tercer campeonato ante Míchigan. Dean Smith era el entrenador en las temporadas de 1982 y 1993. Su cuarto campeonato llegó en 2005 con Roy Williams como entrenador, al vencer a Illinois en la final, y el quinto en 2009, cuando ganaron a la Estatal de Míchigan.
Ganaron otro campeonato nacional, en 1924, anterior a los organizados por la NCAA, cuando lo organizaba la Helms Foundation. Aquel equipo ganó todos sus partidos en la temporada.
Desde su fundación han contado con un gran número de jugadores que luego han pasado por la NBA.
Estos son los números retirados por la universidad de North Carolina, en su pabellón, el Dean Smith Center, y que no pueden ser usados por ningún otro jugador de la universidad.

#### Números retirados
| Números retirados en baloncesto |                   |          |         |
| N.º                             | Jugador           | Posición | Periodo |
| 10                              | Lennie Rosenbluth | E        | 1954-57 |
| 12                              | Phil Ford         | B        | 1974-78 |
| 20                              | George Glamack    | A        | 1938-41 |
| 23                              | Michael Jordan    | E        | 1981-84 |
| 33                              | Antawn Jamison    | AP       | 1995-98 |
| 50                              | Tyler Hansbrough  | AP       | 2005-09 |
| 52                              | James Worthy      | A        | 1979-82 |
| -                               | Jack Cobb         |          | 1923-26 |

### Fútbol americano

#### Números retirados
| Números retirados en fútbol americano |                 |          |         |
| N.º                                   | Jugador         | Posición | Periodo |
| 22                                    | Charlie Justice | HB       | 1946-49 |
| 46                                    | Bill Sutherland | QB       | 1946    |
| 50                                    | Art Weiner      | WR       | 1946-49 |
| 59                                    | Andy Bershak    | TE       | 1935-37 |
| 99                                    | George Barclay  | LB       | 1932-34 |